# Culture de Zaïssanovka
La culture de Zaïssanovka (en russe : Зайсановская культура, Zaïssanovka koultoura) est la principale culture néolithique du Primorié, dans l'Extrême-Orient russe. Elle s'étend d'environ 3000 à 800 av. J.-C., sur un territoire allant du raïon de Terneï jusqu'aux confins de la Chine et de la Corée, occupant toute la moitié sud du Primorié. Cette culture adopte l'agriculture au cours de son existence.

## Historique
Cette culture a été nommée d'après le village de Zaïssanovka, situé dans le sud du raïon de Khassan, près de Kraskino, où se trouve le site de Gladkaïa, le premier de cette culture à avoir été identifié.

## Chasseurs-cueilleurs
La culture de Zaïssanovka est née vers 3000 av. J.-C. d'un refroidissement du climat dans la région, qui a bouleversé les cultures existantes (cultures de Boïsman, Roudnaïa et Vetka) et les a fait fusionner en une seule. Cette origine multiple explique que les Zaïssanovites (зайсановцев en russe) vivaient dans des espaces aussi variés que les littoraux, les forêts, les plaines et les montagnes.
Le site le plus ancien connu, celui de Krounovka 1 (okroug urbain d'Oussouriïsk), a livré des vestiges d'habitations, d'outils et de poteries datés entre 2900 et 2700 av. J.-C. Parmi les autres sites anciens, on en trouve plusieurs dans la vallée de la rivière Krounovka et ses environs (Zolotoï Kolos 15, par exemple),,.
La chasse était alors le principal moyen de subsistance, ce que montrent les nombreux outils de chasse trouvés et les ossements de nombreux animaux. Parmi les animaux chassés, on compte le loup, le lièvre, le cerf, l'ours, le sanglier, et plus rarement le tigre et le wapiti. La chasse est aussi pratiquée sur les côtes et en mer : sur les sites de Boïsman 1 et 2, attribués aussi à cette culture, des ossements de baleines grises, de phoques et d'otaries ont été exhumés. Ces animaux étaient des proies relativement faciles dans les baies peu profondes de la région. On a trouvé des pirogues de chasse sur un site de Roudnaïa Pristan. Les oiseaux étaient aussi convoités, comme le montrent les restes de canards ou de faisans.
La pêche formait une part essentielle de la ressource alimentaire sur les côtes. On a trouvé de cette période des restes de filets, harpons, crochets et autres outils. Les mollusques étaient collectés, et le saumon était l'espèce de poisson la plus pêchée. Enfin, la cueillette ciblait champignons, baies, oignons ou encore noisettes.

## Agriculteurs

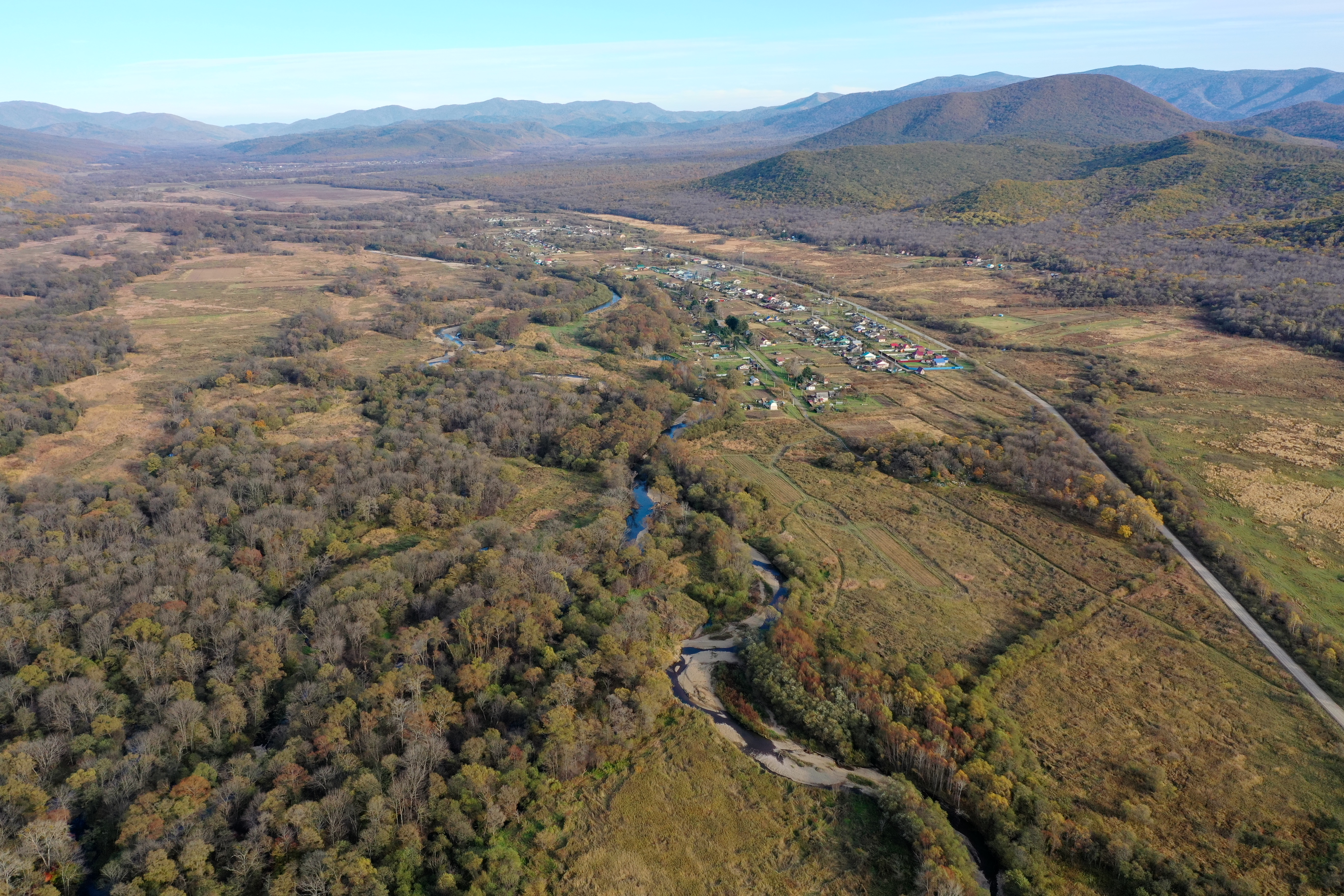
Vallée de l'Artiomvka

La culture de Zaïssanovka prend tout son essor avec l'arrivée au Primorié, depuis le Nord de la Corée, de populations maitrisant l'agriculture, poussées semble-t-il par la dégradation de l'écosystème coréen. Il s'ensuit un accroissement important du nombre de villages, et l'agrandissement de leur taille moyenne, avec bien plus d'habitations recensées.
L'agriculture est alors pratiquée surtout dans la plaine du Khanka et celle du Suifen. À Krounovka, mais aussi à Bogolioubovka, des restes d'outils agricoles ont été exhumés. L'élevage des espèces animales domestiques, y compris du chien, s'étend à l'ensemble de la région et réduit progressivement la place de la chasse. L'artisanat prend son essor, avec la fabrication de vêtements plus élaborés à partir de peaux, mais aussi d'objets ornementaux ou de paniers pour la cueillette.
Les maisons de cette époque sont en bois, grandes, avec un foyer au centre et une cheminée. Souvent, dans ces grandes maisons, une moitié est destinée à l'habitation, l'autre partie étant consacrée aux animaux et à l'artisanat,.
Au IIe millénaire av. J.-C., on peut citer le site d'Olenié (Оленье en russe), avec des restes de grandes maisons occupant le versant d'une colline. 25 pirogues ont été exhumées, qui permettaient via la rivière Artiomvka de se rendre jusqu'à la mer pour pêcher. On a trouvé sur les poteries des motifs similaires à ceux du Jōmon moyen (Japon) et à ceux de poteries coréennes, prouvant ainsi l'existence d'interactions avec ces territoires. Le site de Gladkaïa a livré des pointes de flèches, des récipients, et des haches pour l'abattage d'arbres afin d'étendre les terres agricoles. Dans la plaine du Khanka, le site de Sini Gaï (Синий Гай en russe), dans le raïon de Tchernigovka, a révélé près de 150 habitations, construites en terrasses sur la pente d'une colline. Dans les habitations fouillées, on a trouvé notamment des haches, couteaux, pointes de flèches et hameçons, ainsi que des outils de tissage et de polissage de la céramique. Enfin, le site a livré des statues d'humains et d'animaux.

## Dernier stade
Le dernier stade de la culture de Zaïssanovka est compris entre environ 1500 et 800 av. J.-C. et comprend de nombreux villages (Kirovka 1, Gladkaïa II, par exemple), souvent en plaine afin de permettre l'agriculture, même si la chasse continue d'être pratiquée, avec des restes de cerfs, de chevreuils, oiseaux et sangliers. L'élevage de porcs et la pêche massivement pratiquée sur les côtes apportent la majorité des ressources animales. La principale céréale cultivée est le mil, qui a été introduit depuis le Nord de la Corée.
Dans les terres, le site d'Ossinovka est toujours occupé à cette époque, avec des restes de poteries et de bijoux trouvés sur le site, ainsi que des outils en obsidienne, en schiste et en diverses matières volcaniques. Cependant, aucune trace d'agriculture n'a été décelée à Ossinovka.

## Liste de sites
Liste de sites de la culture de Zaïssanovka (non exhaustif) :
- Krounovka 1 ;
- Gladkaïa ;
- Kirovka 1 ;
- Boïsman 1 et 2 ;
- Olenié ;
- Roudnaïa Pristan ;
- Gladkaïa II ;
- Ossinovka.

## Postérité
La culture de Zaïssanovka a laissé des traces dans la culture de Lidovka qui lui succède.